# Sveta jama
Sveta jama je kraška jama, ki se nahaja nedaleč od gradu Socerb nad istoimenskim naseljem. Globoka je 44 m in dolga 231 m. V vhodni dvorani se nahaja edina podzemna cerkev v Sloveniji. Legenda o jami pravi, da je v njej kot puščavnik dve leti prebival mladi sveti Socerb (san Servolo), potem ko je prestopil v krščansko vero. Kristjani ga slavijo kot mučenca, saj naj bi ga zaradi njegove vere leta 283 oz. 284 usmrtil tržaški guverner. Jama je postala priljubljeno romarsko svetišče, v kateri se je do druge svetovne vojne vsako leto na dan svetega Socerba 24. maja obhajala sveta maša. Jamo danes oskrbuje jamarsko društvo Dimnice, za ogled pa je odprta vsako nedeljo ob 14h.